# William Levy
William Gutiérrez Levy (Cojímar, 29 agosto 1980) è un attore ed ex modello cubano naturalizzato statunitense.

## Carriera
William Levy inizia a lavorare nel mondo dello spettacolo, dapprima come modello per la NEXT Model Management, ed in seguito comparendo in due reality show trasmessi da Telemundo: Isla de la Tentación e Protagonistas de Novela 2. Il suo debutto come attore avviene con la telenovela Olvidarte Jamas prodotta da Univision, a cui seguono Mi Vida Eres Tu ed Acorralada. Nel 2008, inoltre compare nel film Retazos de Vida diretto da Viviana Cordero. William ha firmato un contratto con la N2n, una casa di moda specializzata in intimo maschile per la quale ha posato per scatti bollenti in slippini.
La notorietà per Levy arriva grazie alla telenovela messicana Pasión. La sua interpretazione viene talmente ben ricevuta che Televisa recluta Levy per il ruolo da protagonista nella telenovela Cuidado con el angel al fianco di Maite Perroni. Lo show viene trasmesso nel giugno 2008, in Messico ed a settembre dello stesso anno negli Stati Uniti d'America, dove ottiene un buon seguito. Nel 2009 Levy recita in Sortilegio con l'attrice Jacqueline Bracamontes trasmesso da Univision, e la cui ultima puntata viene seguita da 6,6 milioni di spettatori.
Nel 2009 lavora come doppiatore nell'adattamento spagnolo del film Planet 51. Da novembre 2009 a febbraio 2010, Levy gira il Messico con la produzione teatrale Un Amante a la Medida. Nel 2010 è nel cast di Triunfo del amor. Sempre nel 2010 partecipa ad un episodio di Mujeres asesinas. Nel 2011 compare nel video musicale di I'm Into You di Jennifer Lopez.
Nel 2017 interpreta il personaggio Christian nel film Resident Evil: The Final Chapter.

## Filmografia

### Cinema
- Resident Evil: The Final Chapter, regia di Paul W.S. Anderson (2016)
- The Veil - la rivincita del guerriero (The Veil), regia di Brent Ryan Green (2017)

### Televisione
- Mi vida eres Tu – serie TV, 1 episodio (2006)
- Acorralada – serie TV, 187 episodi (2007-2008)
- Cuidado con el angel – serie TV, 194 episodi (2008-2009)
- Sortilegio – serie TV, 95 episodi (2009-2010)
- Triunfo del amor – serie TV, 175 episodi (2010-2011)
- Single Ladies – serie TV, 4 episodi (2012)
- La Tempestad – serie TV 119 episodi (2013)
- Café con aroma de mujer (2021)

## Doppiatori Italiani
William Levy è stato doppiato da: 
- Edoardo Stoppacciaro in Resident Evil: The Final Chapter